# Dimension W
Dimension W (ディメンションW Dimenshon Daburyū?) es un manga escrito e ilustrado por Yūji Iwahara, publicado en la revista Big Gangan de Square Enix (anteriormente en Young Gangan) entre 2011 y 2019. Una adaptación al anime producida por 3Hz y Orange fue emitida en Japón entre enero y marzo de 2016. La serie sigue a un aficionado a la mecánica automotriz llamado Kyōma Mabuchi y a una chica robot llamada Mira Yurizaki, quienes son «recolectores», cazadores de recompensas encargados de confiscar bobinas ilegales, dispositivos peligrosos que pueden aprovechar el poder de otra dimensión. A medida que se unen a regañadientes para su misión, comienzan a descubrir la verdad detrás de New Tesla Energy, el proveedor multinacional de energía eléctrica mundial.

## Argumento
En el año 2036, se demuestra que existe un eje de cuarta dimensión llamado Dimension W. Los dispositivos de inducción electromagnética multidimensionales, conocidos como bobinas, se desarrollaron para extraer el suministro inagotable de energía que existe en la New Tesla Energy y los gobiernos construyeron sesenta torres gigantes en todo el mundo en el patrón de un icosaedro truncado para estabilizar la energía de la Dimensión W y suministrar energía a todo el mundo.
Este "sistema mundial" se acerca a su décimo año de funcionamiento cuando la historia comienza en 2072, y las bobinas de varios tamaños proporcionan energía eléctrica remota a todo, desde teléfonos celulares hasta vehículos y robots. Sin embargo, las bobinas peligrosas no registradas que no envían información a New Tesla Energy se están utilizando con fines ilícitos. Los cazarrecompensas conocidos como "recolectores" tienen la tarea de confiscar las bobinas ilegales. Entre los coleccionistas se encuentra Kyōma Mabuchi, un solitario que odia las bobinas y que un día se topa con Mira Yurizaki, la ginoide "hija" del fundador intelectual enfermo de New Tesla Energy. Cuando su padre desaparece mientras activa una bobina experimental de doble anillo, Mira decide unirse a un Kyōma reacio y seguir a las bobinas ilegales, descubriendo en el proceso negocios turbios que involucran a New Tesla Energy.

## Personajes

### Personajes principales
Kyōma Mabuchi (マブチ・キョーマ Mabuchi Kyōma?)
 Seiyū: Daisuke Ono
Kyōma es un colector que ha renunciado en gran medida a toda la tecnología relacionada con las bobinas y tiene el pasatiempo de restaurar viejos automóviles a gasolina en un depósito de chatarra. En el pasado, se unió a la unidad de operaciones especiales Grendel y participó en una guerra por ideologías rivales dentro de New Tesla Energy para obtener un cuerpo protésico experimental para su prometida, Miyabi. La guerra se ganó con la destrucción de la Isla de Pascua, aunque Kyōma perdió sus recuerdos con respecto a la batalla y al mismo tiempo perdió a Miyabi en una cirugía. Para ganarse la vida y ayudar a prevenir el mal funcionamiento de las bobinas, Kyōma se convirtió en un contratista independiente que caza bobinas ilegales y a quienes las usan. En la serie, se lo muestra con mayor frecuencia conduciendo un Toyota 2000GT blanco.
Mira Yurizaki (百合崎 ミラ Yurizaki Mira?)
 Seiyū: Reina Ueda
Mira es un robot muy avanzado que exhibe gestos humanos e insiste en que es una niña normal a pesar de su casco robótico, cola metálica y otros atributos físicos inhumanos. Es muy amable y dulce y está dispuesta a hacer todo lo posible para proteger a quienes la rodean, incluso si eso significa ponerse en peligro. Más tarde se reveló que su cuerpo fue diseñado originalmente como una prótesis para Miyabi Azumaya y tiene sus proporciones físicas. Después de escuchar la noticia de la muerte de su «padre», Mira decide ayudar a Kyōma a recolectar bobinas ilegales. Cuando Koorogi repara a Mira después de que una pila de autos cae sobre ella, agrega pliegues de piel para ocultar su bobina. Mira posee una fuerza y velocidad sobrehumanas, puede anular los sistemas informáticos, usar su cola para interactuar directamente con las bobinas y detectar distorsiones dimensionales.

### Colectores de bobinas ilegales
Mary (マリー Marī?)
 Seiyū: Kimiko Saitō
Mary es la dueña de un club sombrío que contrata a Kyōma para recolectar bobinas ilegales por las recompensas de New Tesla Energy.
Koorogi (コオロギ Kōrogi?)
 Seiyū: Yoshitsugu Matsuoka
Koorogi es un experto en computación e ingeniero empleado por Mary. No se lleva bien con Kyōma, pero le proporciona información cuando se le solicita.

### New Tesla Energy
New Tesla Energy es la empresa más grande del mundo. Entre sus miembros del personal conocidos están:
Albert Schuman (アルベルト・シューマン Aruberuto Shūman?)
 Seiyū: Akira Ishida
Albert es un viejo amigo de Kyōma que trabaja para la Oficina de Administración Dimensional (DAB) de New Tesla Energy, un grupo de investigación paramilitar que lleva a cabo tareas especiales como el monitoreo de posibles fallos en las bobinas y el aislamiento y encubrimiento de los colapsos dimensionales que ocurren. Albert y Kyōma se conocieron mientras servían con la unidad militar de élite Grendel, de la cual son los únicos sobrevivientes.
Shido Yurizaki (百合崎 士堂 Yurizaki Shidō?)
 Seiyū: Takaya Hashi
Shido es el «físico del siglo» y fundador de New Tesla Energy en América. Previó la militarización de las bobinas y propuso la unidad sobrehumana Grendel. Shido desapareció hace dos años tras la muerte de su esposa e hija. Utiliza a su «hija» robot, Mira, para buscar bobinas ilegales y alimentarse a sí mismo y a su investigación. Cuando la compañía finalmente lo rastrea en el presente, Shido usa lo último de su fuerza para desatar su último experimento que quema todas las bobinas de varias cuadras de la ciudad antes de desaparecer.
Seira Yurizaki (百合崎 セイラ Yurizaki Seira?)
 Seiyū: Takako Honda
Seira era la esposa de Shido Yurizaki y una destacada desarrolladora de prótesis y robótica. Ella aceptó a Miyabi Azumaya, que padecía una enfermedad terminal, como sujeto de prueba para transferir su conciencia a un cuerpo protésico, pero un mal funcionamiento inexplicable de la bobina durante la cirugía radical le costó la vida a Miyabi y dejó a Seira gravemente herida. Más tarde, Seira creó a Mira del cuerpo destinado a Miyabi. Seira y su hija Ichigo fueron asesinadas cuando el DAB irrumpió en su casa para aprovechar los resultados de su investigación el día que Mira fue activada.
Ichigo Yurizaki (百合崎 苺 Yurizaki Ichigo?)
 Seiyū: Shiina Natsukawa
Ichigo era la hija de Shido Yurizaki y Seira Yurizaki.
Claire Skyheart (クレア・スカイハート Kurea Sukaihāto?)
 Seiyū: Rica Fukami
Claire es la directora de operaciones (C.O.O.) de New Tesla Energy Central 47 y la superior de Albert. Su nieta, Shiora, es uno de los cuatro niños que juegan alrededor del lugar de Kyōma.
Shiora Skyheart (シオラ・スカイハート Shiora Sukaihāto?)
 Seiyū: Yurika Kubo
Shiora es la nieta de Claire Skyheart.

### Isla de Pascua
Una ruina peligrosa y prohibida del colapso dimensional, la remota isla albergó la instalación de investigación Adrastea de New Tesla Energy.
Julian Tyler-Smith (ジュリアン・タイラー＝スミス Jurian Tairā-Sumisu?) / Loser (ルーザー Rūzā?)
 Seiyū: Yūichi Nakamura (actor nacido en 1980)
Loser es un ladrón de arte enmascarado que es popular entre el público por transmitir sus atracos, que aparentemente siempre fallan, de ahí su apodo. En realidad, persigue las bobinas de 'Números' junto a su hija Ellie, tratando de exponer la verdad de la participación de New Tesla Energy en venganza por un mal funcionamiento de Números que le costó la cara, las manos, los pies y la vida de su esposa. Antes fue un investigador de New Tesla Energy, donde inventó los escudos de energía.
Haruka Seameyer (ハルカ・シーマイヤー Haruka Shīmaiyā?)
 Seiyū: Yūki Kaji
Haruka es un excientífico de New Tesla Energy y protegido de Shido Yurizaki que se volvió loco después de que su prometedora investigación fuera suprimida por los ejecutivos de New Tesla Energy mientras estaba al borde de un gran avance. Convence a muchos otros científicos de unirse a su causa y realizar investigaciones ilegales de las bobinas mientras comete actos terroristas contra sus amos corporativos.

### Islero
Salva-Enna-Tibesti (サルバ＝エネ＝ティベスティ Saruba Ene Tibesuti?)
 Seiyū: Kōsuke Toriumi, Mikako Komatsu (niño)
Salva es el director ejecutivo (C.E.O.) del fabricante de robots Islero y C.O.O. de New Tesla Energy Central 60. Conocido como «El viento de África», es una celebridad considerable. Su sueño de infancia era crear el mundo que su hermano adoptivo Lwai algún día gobernaría. Después de lisiar por error a Lwai, Salva ha estado buscando una manera de curarlo.
Lwai-Aura-Tibesti (ルワイ＝オーラ＝ティベスティ Ruwai Ōra Tibesuti?)
 Seiyū: Daiki Yamashita
Lwai es el joven heredero al trono de Isla. Durante una revuelta, sin darse cuenta, entró en el fuego cruzado y fue gravemente herido por una de las máquinas de guerra de Salva. Su cuerpo roto se mantiene con soporte vital mientras que una invención de Salva le permite a Lwai habitar remotamente cuerpos robóticos.
Lashiti (ラシティ Rashiti?)
 Seiyū: Mamiko Noto
Lashiti es un fiel vasallo de la familia real Tibesti. Una vez recibió una bala de un asesino destinada al príncipe Salva.

### Otros personajes
Elizabeth "Ellie" Greenhough-Smith (エリザベス・グリーンハウ＝スミス Erizabesu Gurīnhau-Sumisu?)
 Seiyū: Eri Suzuki
Ellie es otra colectora que es secretamente asistente e hija de Loser. Ella es buena en el uso de drones en forma de animales como palomas y murciélagos.
Miyabi Azumaya (四阿屋 雅 Azumaya Miyabi?)
 Seiyū: Kaede Okutani
Miyabi es la prometida fallecida de Kyōma. Se dedicó a su pasatiempo fotográfico y le diagnosticaron una enfermedad terminal que hizo que sus músculos se comieran, un tipo de distrofia muscular. Durante la operación que estaba destinada a salvarle la vida, hubo un accidente con la bobina que supuestamente debía sostener su cuerpo androide y su cabeza se perdió en la explosión. Esto llevó al odio de Kyōma por las bobinas.
Tsubaki Azumaya (四阿屋 椿 Azumaya Tsubaki?)
 Seiyū: Sayaka Ohara
Tsubaki es la hermana mayor de Miyabi, quien administra una tienda de kimonos con los asistentes Hirose y Ayukawa. Ella es protectora con Kyōma y le hace abrigos happi con bolsillos ocultos para sus brochetas.